# Tabernaemontana ochroleuca
Tabernaemontana ochroleuca är en oleanderväxtart som beskrevs av Ignatz Urban. Tabernaemontana ochroleuca ingår i släktet Tabernaemontana och familjen oleanderväxter. Inga underarter finns listade i Catalogue of Life.